# Phlogophora suffusa
Phlogophora suffusa är en fjärilsart som beskrevs av Bandermann 1932. Phlogophora suffusa ingår i släktet Phlogophora och familjen nattflyn. Inga underarter finns listade i Catalogue of Life.